# The Case of Lena Smith
The Case of Lena Smith és una pel·lícula de drama nord-americana de 1929 dirigida per Josef von Sternberg, protagonitzada per Esther Ralston i  James Hall, i publicat per Paramount Pictures.
The Case of Lena Smith està classificat pels crítics de cinema com una de les "obres mestres perdudes" de l'era muda i el Sant Grial per als arxivers que tamisen els dipòsits de pel·lícules. Les últimes impressions restants van ser destruïdes per Paramount Pictures poc després de la fi de la Segona Guerra Mundial amb finalitats fiscals. El 2003, l'historiador del cinema japonès Komatsu Hiroshi va descobrir un fragment de quatre minuts de The Case of Lena Smith a Manxúria, Xina, reactivant l'interès per la pel·lícula.
L'obra va ser l'última de les vuit pel·lícules mudes de Sternberg i una de les tres de la seva carrera ambientades a la ciutat de naixement i infantesa: Viena. Les altres dues pel·lícules són Dishonored (1931) i El rei se'n va de gresca  (1936). El cineasta nord-americà Curtis Harrington va ser una d'aquestes últimes persones a veure una impressió des de les voltes de Paramount. Comentant l'experiència a Sight & Sound (17 de febrer de 1949), Harrington va escriure:
| « | "The Case of Lena Smith" pot ser considerat com l'intent més reeixit de von Sternberg de combinar una història de significat i propòsit amb el seu estil molt original. | » |

## Trama
El següent resum de la trama es deriva del "Resum de la seqüència" de 10 pàgines publicat pel Departament d'Històries de Paramount (28 d'octubre de 1928). La narració s'emmarca entre un pròleg i un epíleg, ambdós ambientats en un petit poble hongarès. La història principal es produeix en un flashback, presentat en seqüències de la A a la M (cadascuna conté una sèrie d'escenes), totes elles ambientades a Viena fin de siècle. El personatge central és Lena Smith (el nom que un buròcrata austríac li va donar per escurçar el seu nom hongarès)
Pròleg: El conte s'obre l'agost de 1914 i s'ha declarat la Primera Guerra Mundial. La Lena, de mitjana edat, i el seu ancià marit Stephan, un pròsper camperol, s'acomiaden amb ansietat de Franz Jr., el fill del primer marit de Lena (ara mort). El jove marxa per lluitar al front.
Resum de seqüències A-M: un flashback porta l'espectador 20 anys enrere fins al 1894. La jove Lena acaba de menysprear el seu pretendent, Stephan, que ha arreglat el seu matrimoni amb el consentiment del pare de la Lena. Malgrat la declaració de devoció de Stephan, marxa alegrement a peu cap a Viena, acompanyada d'altres dues noies camperoles aventureres. Tots esperen trobar una feina agradable a la gran ciutat i escapar de les penúries del treball agrícola.
A Viena, les tres noies del camp passegen pel Prater de nit. Cadascuna d'elles s'uneix amb un soldat, la Lena, amb l'oficial cadet, Franz Hofrat. Ella es lliura a les seves seduccions i comencen una aventura, que descobrirem amb el temps que ha donat un fill. S’han casat en secret, i en Franz la tranquil·litza: "No et preocupis Lena, jo cuidaré de tu".
L'escena canvia a Viena d'aquí quatre anys. La Lena realitza tasques domèstiques com a criada a casa, com moltes altres dones joves del barri. El seu mestre i mestressa són Herr i Frau Hofrat, els pares del seu únic fill, Franz. El jove oficial ha concertat feina per la Lena a la casa petit-burgesa dels seus pares, que no saben res del matrimoni clandestí de la seva criada amb el seu fill, ni que són avis d’un petit Franz. La Lena i el seu cònjuge Franz s'allunyen i s'abstenen d'associar-se entre ells, per la insistència del jove marit. La covardia moral del jove Hofrat s'agreuja amb el joc, el pagament del deute amb que extorsiona al seu pare. Tampoc l'oficial orgullós és fidel a Lena: dorm amb les dones d'altres homes.
La Lena visita el seu fill Franz, de 3 anys, a casa de la germana d'Stephan, que viu a Viena, en secret, i només després de la nit. L'ancià Hofrat és alertat de les excursions nocturnes de la Lena i sospita que pot estar involucrada amb el seu fill. El senyor Hofrat se sent alleujat quan visita l'apartament del seu fill, sense anunciar-ho, i la Lena no hi és. No obstant això, Herr Hofrat confina Lena a la seva habitació a la nit i li recorda severament que ell és el cap de l'Oficina de Moral de Viena.
En el seu dia lliure, la Lena -aparentment una dona soltera- porta el seu fill petit al Prater. Allà té una trobada desagradable amb el conserge que serveix als apartaments Hofrat. Malintencionadament, el treballador informa de l'assumpte a l'ancià Hobrat, que assumeix a l'instant que el nen és il·legítim. Convoca a la Lena i l'acomiada al moment. Com a conseller de policia, ordena que el nen s'acomiadi i ingressi en un orfenat per a pobres.
Quan Lena, distreta, apel·la als administradors de l'Oficina de Moral per descobrir el parador del seu petit Franz, revelen que ha estat considerada una mare "no apta". Per recuperar la custòdia del seu fill de l’orfenat, ha de pagar una taxa de 1.000 corones.
Quan la Lena informa al seu marit de la crisi, descarta lleugerament l'assumpte com un que podria fer deshonrar el seu nom. Es nega a intervenir en nom del menor.
Quan la Lena torna a casa de la germana d'Stephan, descobreix que el mateix Stephan ha arribat del camp. La seva germana li ha explicat tot i ell està decidit a rescatar la Lena de la seva difícil situació. La Lena s'oposa, però Stephan li obsequia 700 corones, els seus estalvis de tota la vida, i insisteix que exigeix 300 corones al seu marit, aquell "caniche uniformat" per alliberar el nen. La Lena s'acosta al seu marit a un cafè i li revela que posseeix 700 corones i li demana que en aporti 300 més. En la seva desesperació, Lena cedeix els fons a Franz, que promet utilitzar-los per guanyar una fortuna a les taules de joc.
Quan l'oficial Franz es reuneix amb els seus companys al cafè, descobreix que un camperol malhumorat ha ocupat la seva cadira: Stephan. El pagès insulta de manera escandalosa l'honor del militar i es produeix un altercat. Franz sap que el seu és superat quan s'adona que el granger és el veritable campió de la Lena. Un policia separa els dos rivals.
Aquell vespre a casa, Franz pensa en una carta a la seva família: un comiat autocompatent. La Lena arriba per recuperar els diners, però el seu Franz, deshonrat, es retira al seu dormitori i es suïcida amb una pistola. La Lena assisteix a la investigació per la mort del seu marit. El gran Hofrat, intentant culpar a Lena del suïcidi del seu fill, intenta interrogar-la. La Lena reacciona presentant la seva llicència de matrimoni al tribunal. El gran Hofrat s'enfronta al fet que la Lena és la seva nora i el petit Franz el seu net. Reacciona amb duresa, insistint a adoptar el nen i negant qualsevol dret de visita a la Lena. Quan ella amenaça amb fer públics els fets del matrimoni, el tribunal castiga el seu esclat amb un termini de sis mesos a treballs forçats.
La Lena és arrossegada brutalment a la presó a la seva arribada i assotada per la cap matrona en un intent de domesticar-la. La Lena escapa desesperadament per sobre d'una tanca de filferro de pues, tot eludint els guàrdies. Arriba al manicomi on està retingut el petit Franz i fuig amb el noi de Viena i torna al camp hongarès, i a la llibertat.
Epíleg - La història es remunta al 1914 quan Franz, Jr. s'acomiada de la seva mare, Lena, pertorbada. Ella està desproveïda de qualsevol fervor patriòtic. La seva intuïció li diu que el nen no sobreviurà a la guerra, i que tot el patiment que ha patit ha estat en va.

## Repartiment
- Esther Ralston com a Lena Smith
- James Hall com a suboficial Franz Hofrat
- Gustav von Seyffertitz com Herr Hofrat
- Emily Fitzroy com a Frau Hofrat
- Fred Kohler com a Stephan
- Betty Aho com a germana de Stephan
- Lawrence Grant com a comissari
- Alex Woloshin com a porter
- Ann Brody com a dona del porter

## Antecedents
Elements del caràcter narratiu i creatiu de la pel·lícula s'han reconstruït a partir de material d'arxiu de múltiples fonts, inclosos els fitxers de la pel·lícula de Paramount.
La història principal de la pel·lícula es desenvolupa a Viena l'any 1894 (l'any del naixement de von Sternberg) durant un període en què es va duplicar la població de la ciutat com a treballadors agrícoles dels regnes de l'imperi d'Àustria-Hongria en decadència: Bohèmia, Moràvia, Galítsia i Hongria - van emigrar als nuclis urbans. Els nouvinguts ètnicament diversos van trobar feina com a treballadors industrials a les fàbriques i domèstics per a la burgesia.
Sternberg presenta la gamma completa de tipus socials que van habitar “el gresol ètnic de la població vienesa” al tombant de segle El personatge del tinent Franz Holrat, el primer marit de Lena, es basa en el protagonista del novel·lista Arthur Schnitzler a Leutnant Gustl (1901).
El Prater comprèn el Wurstelprater - el parc temàtic, un lloc de barreja per tots els estrats socials de Viena al fin de siècle L'historiador del cinema Andrew Sarris informa que la representació de Sternberg del Prater és "una de les seqüències més admirades de la pel·lícula" i cita extensament el record vívid del director del Wurstelprater a les seves memòries:
| « | Meves eren totes les escletxes del vast parc d'atraccions, com el qual mai més va existir... Centenars de galeries de tir, Punch i Judy i l'inevitable titella de Satanàs, pallassos amb cara de guix al dominó... maniquins de cara de cuir que gemegaven quan els bufetejaven, puces fent piruetes, empassadors d'espases, nans que cauen i homes sobre xanques, contorsionistes, malabaristes i acròbates, gronxadors salvatges amb faldilles que flamegen... boscos de globus, atletes tatuats, aixecadors de peses musculosos, dones serrades per la meitat... llançadors de ganivets grunyits amb dianes cridaneres els cabells dels quals baixaven fins a la vora dels camises de dormir, indis llançadors de destrals i squaws flemàtiques, vedells de dos caps, membres del sexe dèbil, grosses i barbudes, amb cuixes grosses, mags que s'abocaven gerres de líquid en flames per la seva gola... i el mandarí xinès amb el bigoti caigut més llarg que la cua d'un cavall que gira sobre un carruatge. al to de les Donauwellen de Ion Ivanovici - i què més hauria pogut demanar? | » |

Sternberg no va ser l'únic director de l'era del silenci que va invocar el famós Prater de Viena. Erich von Stroheim amb Merry-Go-Round (1923) i The Wedding March (1928) "probablement va contribuir a la concepció de Lena Smith" i els crítics de cinema contemporanis van reconèixer la influència de von Stroheim.
Sternberg va treballar per primera vegada amb l'actriu Esther Ralston quan va tornar a rodar algunes escenes de la pel·lícula de Famous Players-Lasky Children of Divorce (1927). Samuel Ornitz va presentar una història sobre una jove mare soltera que lluita per mantenir el seu fill il·legítim. Els primers guions de la pel·lícula estan marcats com "Breu sinopsi d'una història de Ralston-Mother" que indica que Sternberg tenia l'actriu en ment des del principi.
Els components de l'enquadrament (pròleg i epíleg) de la pel·lícula van ser "l'últim [s] afegit al guió" pel guionista Jules Furthman i el director Sternberg, i van incloure "el cor de la pel·lícula, acabant en un to de total desolació i impotència davant de l'autoritat estatal.” Efectivament, el guió final i les ressenyes contemporànies descriuen un escenari de proporcions tan tràgiques com per haver "arriscat l'èxit comercial" de la pel·lícula.

## Recepció

### Estats Units
Mentre que els entusiastes del cinema estatunidencs van quedar molt impressionats amb "The Case of Lena Smith", els diaris comercials van oferir crítiques diverses. Variety (16 de gener de 1929) va considerar la història, el tema, l'actuació i la producció de la pel·lícula "admirables", però va lamentar que "el seu realisme estigui bastant allunyat dels gustos de la majoria dels espectadors" i "el la imatge no té ni una espurna de llum per alleujar l'ombra." Los Angeles Times (20 de gener de 1929) va apreciar l'estil original de Sternberg, però es va queixar que "Lena Smith no aconsegueix satisfer, perquè no arriba a cap conclusió arrodonida". The Film Daily (20 de gener de 1929) va descriure la pel·lícula com "un estudi psicològic de les reaccions d'una dona davant les injustícies de classe i casta a la Viena aristocràtica i militar abans de la guerra." Motion Picture News va informar que Lena Smith de Sternberg "va perdre la marca" com a forma d'"entreteniment massiu ... el títol enganyós. El conte és un d'amor matern, no és un thriller de judici d'homicidi."
El crític de The New York Times Mordaunt Hall (15 de gener de 1929) va descriure l'escenari de la pel·lícula com a innecessàriament determinista, de manera que el "destí de la protagonista femenina està controlat en tot moment per la ploma de l'autor, independentment de el que passa a la vida quotidiana "i castiga Sternberg per no presentar-se les seves "reminiscències infantils "amb" qualsevol suggeriment de fantasia.."
Mary Porter Russell, que va escriure per al Washington Post (25 de febrer de 1929) va pensar que la pel·lícula era "sorprenentment original pel que fa al seu tractament  ... Ni una vegada es va convertir en un sentiment enganxós per la difícil situació de Lena o va fer una acció deliberada. esforç per jugar amb les emocions ... Una imatge excel·lent, tret que insisteixis en una bona estona." Sense "temes senzills" i "acció sense complicacions", la pel·lícula no va ser un èxit de taquilla, i com la majoria de pel·lícules mudes distribuïdes durant la transició al so, The Case of Lena Smith va caure a l’oblit".

### Alemanya
El crític de cinema alemany Gero Gandert va oferir una visió general de l'animat comentari entre els cinèfils que va rebre l'estrena de The Case of Lena Smith (títol alemany: Eine Nacht im Prater - Una nit al Prater) quan fou estrenada a Berlín el 29 de gener de 1930.
El crític i novel·lista Hans Sahl de Montag Morgan (3 de febrer de 1930) va qualificar la pel·lícula amb aprovació com "una de les més clares i amargs arranjaments de comptes amb l'esperit de la monarquia molt uniformada dels Habsburg d'abans de la guerra.”
L'editor Heinz Pol de la Vossische Zeitung (3 de febrer de 1930) va elogiar Sternberg per transformar una història d'amor lleugera en una història tràgica de la lluita d'una dona per recuperar la custòdia del seu fill. L'estimació de Pol sobre el talent de Sternberg incloïa elogis per "aquella línia tan afilada entre l'art i el no-art".
Els crítics políticament conservadors van expressar el seu descontentament amb les pel·lícules que representaven l'ordre social vienès, especialment les escenes que representaven els petitburgesos austríacs sota la monarquia dels Habsburg. La Deutsche Tageszeitung del 31 de gener de 1930 va criticar a Sternberg per caure "al seu odi cec (possiblement autoinfligit) a l'Àustria d'abans de la guerra". La revista Der Montag (3 de febrer de 1930) va acusar el director de "retratar els habitants de Viena com a "de cor fred... cosa que no ens sembla la característica vienesa més destacada".

### Àustria
La junta de censura de Viena va prohibir breument The Case of Lena Smith el maig de 1929 durant la revisió inicial a causa del seu "retrat infructuós del medi" i "intertítols inadequats en dialecte vienès". "El juny de 1929 (vuit mesos abans d'arribar al cinemes de Viena) la pel·lícula va rebre el seu imprimatur: "Qualificació general - Aprovable, pel·lícula mitjana" i una categoria de gènere de "drama moral en 8 actes."
A diferència dels crítics de Berlín, els comentaristes vienesos no van abordar cap percepció pro ni antiaustríaca sobre la pel·lícula. El principal factor que va afectar la recepció a Àustria va estar relacionat amb el canvi de l'entusiasme del públic cap a les pel·lícules sonores que es va produir quan The Case of Lena Smith -una pel·lícula muda- es va estrenar a Viena el 8 de febrer de 1930. Viena, amb un cultura cinematogràfica més feble que les vibrants associacions de cinèfils de Berlín, pràcticament garanteix que la pel·lícula "gairebé no es va notar ni es va ressenyar en absolut".
Der blaue Engel de Sternberg, amb el seu innovador ús d'efectes de so i diàleg s'estrenaria a la ciutat només 10 setmanes després.
Els múltiples títols i la seva llarga durada van crear un cert grau de confusió entre els crítics i el públic sobre de què tractava la pel·lícula: "drama moral", "thriller criminal americà" o "tragèdia d'una mare soltera". A falta de "temes senzills" i "acció sense complicacions", la pel·lícula no va ser un èxit de taquilla i, com la majoria de pel·lícules mudes distribuïdes durant la transició al so, The Case of Lena Smith va caure en l’oblit".

### França
Paramount Pictures va projectar The Case of Lena Smith  (títol francès - La Calvaire de Lena X) al seu cinema insígnia de París el 23 de maig de 1930. Dins d'un setmana totes les projeccions es van suspendre i es van substituir per Wolf Song, protagonitzada per Gary Cooper i Lupe Vélez: "Els operadors de cinema suburbà volien produccions adequades per mostrar el seu nou equip de reproducció de so." De The Case of Lena Smith de Sternberg, "els diaris a França gairebé no la van tenir en compte."

## Estat de conservació
Ara es considera una pel·lícula perduda. Es va mostrar un fragment de quatre minuts al festival Giornate del cinema muto de 2003 a Pordenone, Itàlia.
L'únic fragment existent de "El cas de Lena Smith" ha estat publicat en DVD pel Museu del Cinema d'Àustria.
Recollint 150 fotogrames originals i escenografies, nombrosos documents de guió i producció i assaigs d'eminents historiadors del cinema, el llibre Josef von Sternberg. The Case of Lena Smith publicat pel Museu del Cinema austríac i SYNEMA intenta reconstruir el drama de Sternberg.